# バヤン (バアリン部)
バヤン（Bayan、太宗8年（1236年） - 至元31年12月25日（1295年1月11日））は、モンゴル帝国第5代皇帝（カアン）のクビライに仕えた将軍。南宋の征服において、遠征軍の総司令官を務めたことで知られる。

## 生涯

### イルハン朝から元朝へ
諸史料の一致して伝えるところによると、バヤンはチンギス・カンに仕えたバアリン部出身の千人隊長、アラク・ノヤンの孫である。父ヒャウグタイは1253年（癸丑）に始まるフレグの西方遠征に従軍しており、バヤンも父とともにフレグの軍に従い、のちに若くしてイランに建設されたフレグ家のウルス（イルハン朝）の将軍となった。
その後、至元元年（1264年）に使者としてフレグ・ウルスからクビライの元に送られたとき、バヤンを接見したクビライは、その容貌がすばらしく才幹に優れていることを知り、そのまま引きとめて自身の部下とした。クビライはバヤンを、側近の中書右丞相アントンの妹と結婚させ、至元2年（1265年）にクビライの政府の中枢機関である中書省に置いて、アントンの次席の位である中書左丞相に任命した。

### 南宋攻略
至元11年（1274年）、前年に南宋の北方の守りの拠点として長らく抵抗を続けてきた襄陽の呂文煥が降伏したのをきっかけに、南宋本土への大規模な侵攻（モンゴル・南宋戦争）が組織されると、バヤンは南宋討伐の総司令官を任ぜられ、荊湖行省を任せられて河南地方一帯の政軍の全権を委ねられた。バヤンは自ら中軍を率い、襄陽から漢水に沿って南下を続け、漢口（武漢）で長江に至った。元軍はここで南宋の艦隊と対峙して渡河を阻まれたが、3000人の騎兵を上流からひそかに渡河させ、挟撃を恐れて浮き足だった南宋の艦隊を敗走させた。こうしてバヤン率いる元軍の本隊は、ほとんど手間取ることなく長江を渡ることに成功し、さらに呂文煥を説得の使者に送り出して、この地点の南岸に位置する都市、鄂州を降伏させた。
バヤンは出撃に先立って、クビライからむやみに敵を殺害することを避け、できるだけ無傷で降伏させていくよう指示されていたため、いずれの戦いでも降伏した者を寛大に扱い、抵抗を諦めても降伏を潔しとせずに自殺した者がいれば丁重に葬った。このためもあって、南宋の諸軍は圧倒的な勢いの元軍に抵抗する意欲を失い、長江に沿って南宋の首都臨安に向かって進むバヤンの軍に降伏していった。
至元12年（1275年）、宋の宰相賈似道は、歳幣（毎年の貢納）を条件として元に占領された領土の返還を請じたが、バヤンは拒否した。賈似道は13万の兵をもって出撃したが、戦意を失っていた宋軍は元軍の騎兵の突撃と砲撃によってたちまち崩壊し、南宋の最後の抵抗もあっけなく壊滅した（丁家洲の戦い）。同年3月に南宋の中心である江東（江蘇省）に入った元軍は、ここでいったん留まって占領地の安定に努め、11月には臨安への進攻を開始した。元軍は常州・無錫・湖州をつぎつぎに降して南下を続け、至元13年（1276年）正月18日、ついに臨安はバヤンの前に無血開城して南宋は滅んだ。こうしてバヤンは、ほとんど損害を受けることなく豊かな南宋の領土を元に併合することに成功し、クビライの期待に応えた。

### カイドゥ討伐戦
南宋の併合により、元は中国全土を統一して勢力を高めたが、同年夏にはモンゴル高原（モンゴリア）の西部から中央アジアの方面でオゴデイ家のカイドゥと戦っていたクビライの子ノムガンと側近の右丞相アントンが、クビライの兄モンケと弟アリクブケの遺児らが起こした反乱（シリギの乱）によって捕虜となり、元の勢力が中央アジアから一挙に後退させられる事態が起こる。
クビライは、彼らによって王朝発祥の地であり最良の遊牧地であるモンゴル高原を制圧されることを怖れ、ノムガン・アントンに代わるモンゴリア駐屯軍として、南宋討伐から帰還したばかりのバヤン率いる精鋭を送り込み、バヤンをカラコルムの総督（知枢密院事）に任命し、全権を授けた。この戦役でもバヤンはクビライの期待に十二分に応え、カラコルム近郊で反乱の盟主シリギの軍を破って、逆にモンゴル高原の大半を元の勢力圏に取り戻す戦果を挙げた。さらに、アルタイ山脈のあたりまで勢力を広げていたカイドゥを牽制するため、モンゴル高原での駐屯を続ける。
しかし、至元24年（1287年）のナヤンの乱をきっかけとして、至元26年（1289年）にはハンガイ山脈を越えて中央モンゴリアに入ったカイドゥにより、モンゴリア方面の領主である晋王カマラの軍が破られるなど、この方面の戦線は次第に元側が劣勢になってきた。そのため、クビライの宮廷の中に、バヤンの軍事行動に不満を持つものや、カイドゥとの内通を疑うものも現れた。そこで至元30年（1293年）、クビライは直属の精鋭を率いさせた皇太孫のテムル（皇太子チンキムの子）をモンゴリア駐屯軍の指揮官に据えてカイドゥにあたらせることにし、バヤンを召還した。帰朝したバヤンに対して、クビライは厚くこれを待遇し、彼を公に褒め称え、中書省平章政事に任命し、禁衛軍ならびに大都と上都付近に駐屯する軍隊の指揮官とした。

### テムル擁立
バヤンが大都に帰還してまもない翌至元31年（1294年）正月にクビライは崩御し、後継者を決めるクリルタイが上都に召集された。テムルは既に帝位継承者として宣言されていたが、長兄カマラを推す声もあり、諸王侯の間で一時紛糾した。その際、一身上の尊敬を受け、総司令官の高位にあり、来会者の中で最も勢力のあったバヤンが剣を握って立ち、「先帝が指名していた皇子以外のいかなる人をも即位させるわけにはいかない」と語調を強めて宣言し、論争を終止させた。こうして、バヤンとその影響下の大兵団を後ろ盾としたテムルがオルジェイトゥ・カアンとして即位した。バヤンはテムル政権の重臣筆頭として開府儀同三司、太傅、録軍国重事の称号を与えられ、年若いカアンを支えたが、至元31年12月庚子（1295年1月11日）に59歳で急逝した。彼の死は、あまねく中国人にもモンゴル人にも惜しまれたと伝えられる。

## 逸話
モンゴル語で「富裕な者」を意味する「バヤン(Bayan)」の漢字転写「伯顔(bǎiyán)」は中国語の「百眼(bǎiyǎn)」に通ずるため、『東方見聞録』においては「百の眼の怪物が南宋を滅ぼした」という話になって伝わっている。